# Bemlos brunneomaculatus
Bemlos brunneomaculatus är en kräftdjursart som först beskrevs av A. A. Myers 1977.  Bemlos brunneomaculatus ingår i släktet Bemlos och familjen Aoridae. Inga underarter finns listade i Catalogue of Life.